# Camões (film)
 Camões  è un film portoghese del 1946 diretto da José Leitão de Barros reperibile nel web.
Il film fu prodotto sulla base di mediocri ordinazioni che il regista dovette accettare, scrive Georges Sadoul, così come Inés de Castro , del 1946, e altri. Ciò lo avrebbe allontanato dalle sue opere migliori quali il documentario Nazaré, praia de pescadores, del 1928, Maria do mar del 1929 e Ala Arriba del 1942.

## Trama
Si tratta di una ricostruzione e di una messa in scena  della vita di Luís de Camões, nato a Lisbona nel 1524 e morto nel 1580, una storia  avventurosa che prende il via nel 1542 dal Collegio di Santa Cruz a Coimbra frequentato dallo stesso  giovane studente Luiz  Vaz de Camões. Il carattere libertino nei confronti del mondo femminile, oltre ogni confine tra popolo e nobiltà,  è  ricambiato anche nella vita a corte dove il brillante giovane sarà accolto.  La sua vitalità, che mal si adatta agli intrighi, alle doppiezze e ai conflitti di Palazzo tra nobili, cortigiani e buffoni,  lo porterà ben presto a trovare la via della poesia. Ma la realtà arriva a rompere questa sua nicchia dorata e lo spingerà esule nelle colonie. In Africa perde un occhio per un colpo di fucile di un ribelle morente e commenterà che niente, non è stato niente, che si continui con il canto e la chitarra. Nel 1550 è di nuovo a Lisbona, mutilato ma dotato di un fascino vivo da parte della gente del popolo che l’accoglie in un popolare locanda. Due anni dopo, nel giorno della processione del Corpus Dei, viene arrestato e riconosciuto dopo aver forzato un luogo dove era proibito entrare. Assistito da una delle dame di corte, la più intrigante,  rivive il mondo delle sue avventure e delle donne amate e la dama  è amorevole,  completamente diversa  da com’era. Morente nel pensiero  Camões rivive le battaglie nelle colonie della Patria.

## Accoglienza
Augusto M. Seabra ha scritto che se António Lopes Ribeiro era passato «dalla commedia popolare al film storico-letterario», filmando nel '43 Amor de perdição ,  «questo genere cinematografico trova la sua più nobile realizzazione in due opere di Leitão de Barros, Inés de Castro  e Camões». 